# Майхровский, Кшиштоф
Кшиштоф Майхровский (пол. Krzysztof Majchrowski; 12 февраля 1929, Стефановка — 9 октября 2000, Варшава) — польский генерал госбезопасности, последний полномочный руководитель III (политического) департамента Службы безопасности МВД ПНР.

## Карьера в госбезопасности
Родился в деревенской семье. В конце 1952 поступил на службу в Министерство общественной безопасности (МОБ). Начинал в варшавских подразделениях IV (экономического) департамента МОБ, был референтом и оперативником госбезопасности на столичных заводах радио- и измерительных приборов. При расформировании МОБ в 1954 продолжал службу в Комитете общественной безопасности. Состоял в правящей компартии ПОРП.
В 1962 в звании поручика был определён старшим офицером-оперативником столичной комендатуры гражданской милиции. В 1963 прослушал курсы в училище Службы безопасности (СБ) МВД ПНР. С 1965 — начальник оперативной группы столичной комендатуры. С 1969 в звании капитана — инспектор 4-го отдела III департамента СБ МВД. В 1979 подполковник, затем полковник Майхровский — заместитель и и. о. начальника отдела.

## «Литературный отдел»
III департамент СБ МВД — «по борьбе с антигосударственной деятельностью» — непосредственно занимался подавлением политической оппозиции и протестного движения. В ведении 4-го отдела состояли учреждения медицины, образования, науки, культуры и искусства. Полковник Майхровский приобрёл репутацию главного специалиста госбезопасности в вопросах литературы.
Возглавляемый Майхровским отдел определял официальную иерархию польских писателей и поэтов, тиражи изданий, утверждал кандидатуры на престижные премии. Госбезопасность контролировала общественную активность литераторов, соответствие идеологии ПОРП. Отслеживались и пресекались оппозиционные выступления, поощрялись проводники марксистско-ленинского подхода в литературе и искусстве.
В 1981 Майхровский организовал плотный контроль при визите в Польшу Чеслава Милоша — дабы не допустить «демонстративной оппозиции интеллектуальных кругов и политического давления на культурный авторитет» . Он же руководил преследованиями Збигнева Херберта.
В 1980-х, подобно почти всему штатному составу СБ, полковник Майрховский стоял на позициях «партийного бетона», был непримиримым противником независимого профсоюза Солидарность. 4-й отдел организовывал слежку и преследования деятелей культуры, сотрудничавших с «Солидарностью». В январе 1985 Кшиштоф Майхровский был назначен заместителем начальника III департамента СБ МВД.

## Во главе департамента
В декабре 1986 начальник департамента Генрик Данковский сменил Владислава Цястоня во главе СБ. С 1 января 1987 генерал бригады Кшиштоф Майхровский — начальник (директор) III департамента СБ МВД. Таким образом он оказался последним руководителем ключевого подразделения госбезопасности ПНР.
Партийно-государственное руководство во главе с первым секретарём ЦК ПОРП Войцехом Ярузельским и министром внутренних дел Чеславом Кищаком проводило курс политических манёвров. Идеологический контроль ослабевал, репрессивность снижалась. Однако СБ продолжала слежку и оперативные мероприятия в отношении «Солидарности» и диссидентов. Кроме того, в аппарате ПОРП усиливалась внутренняя борьба между «бетоном» и «либералами», между действующими руководителями и новой «комсомольской» генерацией, типичным представителем которой являлся будущий президент Польши Александр Квасьневский. III департамент даже взял Квасьневского в разработку, изыскивая связи с заграницей, незаконные доходы, контакты с оппозицией.
Весной-осенью 1988 забастовочное движение вынудило провести переговоры в Магдаленке, Круглый стол и альтернативные выборы 4 июня 1989. Положение в стране кардинально изменилось. 24 августа 1989 правительство возглавил представитель «Солидарности» Тадеуш Мазовецкий. Возглавляемая Майхровским структура была переименована в департамент защиты конституционного порядка.
На последнем этапе деятельности главной задачей генерала Майхровского стало уничтожение компрометирующих архивов СБ МВД. Наряду с Кищаком, Данковским, Ежи Карпачем и Тадеушем Щигелом он сыграл ключевую роль в ликвидации более 600 тысяч единиц хранения. 3 апреля 1990 Майхровский отправлен в отставку (его сменил полковник Збигнев Ключиньский в качестве исполняющего обязанности). 31 июля 1990 расформирована СБ.

## В отставке
Последнее десятилетие Кшишторф Майхровский прожил частной жизнью в Варшаве. Время от времени к нему возникали вопросы, связанные с прежней деятельностью. Когда стало известно о слежке за Квасьневским, Кищак переложил всю ответственность на III департамент и его руководителя, Ярузельский критически отозвался о СБ в целом, поставив в один ряд наблюдение за Квасьневским и убийство Ежи Попелушко. Майхровский выступал перед люстрационными инстанциями, опровергал подозрение, будто Квасьневский являлся осведомителем СБ.
В возрасте 71 года Кшиштоф Майхровский покончил с собой. Причины самоубийства остались невыясненными, несмотря на прощальное письмо.